# ベラ・ユニオン
ベラ・ユニオン (Bella Union) はイギリスのインディー・レーベルである。コクトー・ツインズのメンバーであったサイモン・レイモンドとロビン・ガスリーによって1997年に設立された。流通はコオペレイティヴ・ミュージックによって行われている。

## 主な所属アーティスト
- アンドリュー・バード (Andrew Bird)
- ビーチ・ハウス (Beach House)
- ザ・ディアーズ (The Dears)
- 佐藤奈々子 (Nanaco)
- ダーティー・スリー (Dirty Three)
- エクスプロージョンズ・イン・ザ・スカイ (Explosions in the Sky)
- フィオン・リーガン (Fionn Regan)
- ザ・フレーミング・リップス (The Flaming Lips)
- フリート・フォクシーズ (Fleet Foxes)
- ハウリング・ベルズ (Howling Bells)
- J・ティルマン (J. Tillman)
- ミッドレイク (Midlake)
- M・ウォード (M. Ward)
- ピーター・ブロデリック (Peter Broderick)
- フィル・セルウェイ (Phil Selway)
- ザ・ウォークメン (The Walkmen)